# Радивилів
Радиви́лів (до 1940 року — Радзивилів; у 1940–1993 роках — Червоноармійськ) — місто Дубенського району Рівненської області в Україні, центр Радивилівської міської територіальної громади. До 17 липня 2020 року — центр Радивилівського району Рівненської області. 
Місто розміщене за 100 км на південний захід від Рівного і за 100 км від Львова. Залізнична станція на лінії Здолбунів — Красне. Біля міста пролягає автошлях європейського значення E40. Харчова, деревообробна, швейна та машинна промисловість. 

## Географія

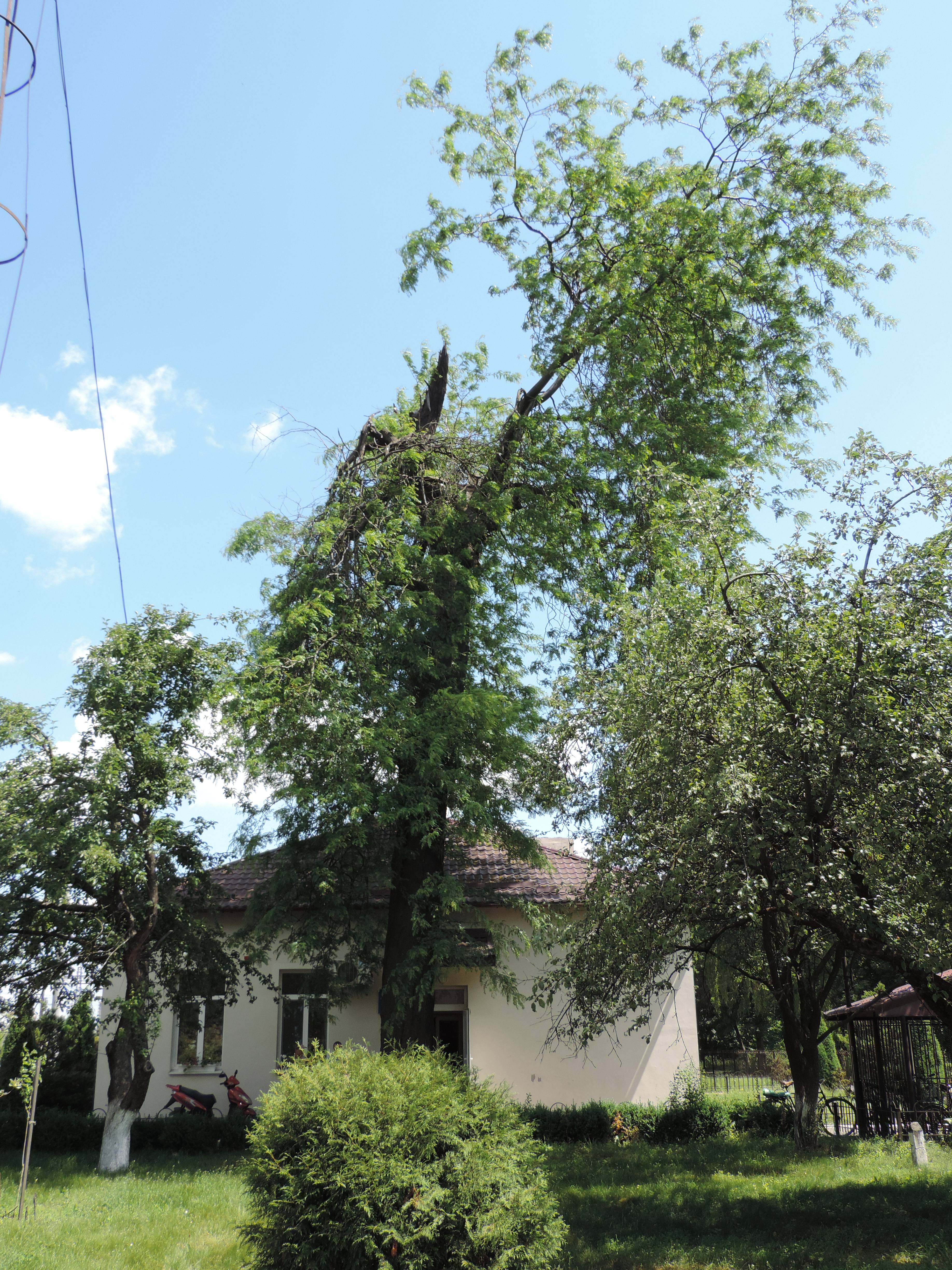
Дерево гледичії

Зростають ботанічні пам'ятки природи місцевого значення: Дендропарк «Радивилівський» та Дерево гледичії (пам'ятка природи)

## Історія

### Хронологія міста

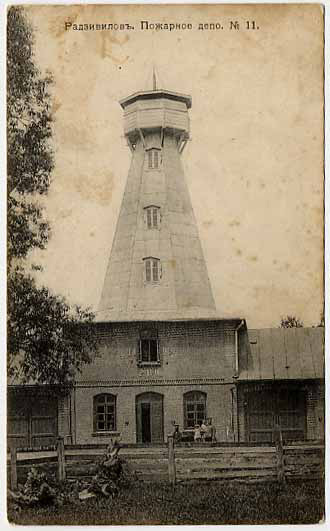
Радивилів, Пожежне депо. 1915 р. (Стара поштівка).

Радивилів у 1930-і роки

- 1564 — перша згадка про Радивилів у документах Луцького замку як про маєток віленського воєводи Миколая Христофора Радзивілла «Чорного». Із цих архівних записів видно, що на той час Радивилів (зафіксовано саме таке написання) уже був містечком, яке, найімовірніше, перейменували на честь нових власників — з нагоди одержання ними князівського звання.
- 1568 — Радивилівський Апостол [Архівовано 22 лютого 2014 у Wayback Machine.], писаний у Радивилові писарем Францишком, у домі пана Семена Борщовського.Свято-Введенська церква (зруйнована в роки війни)

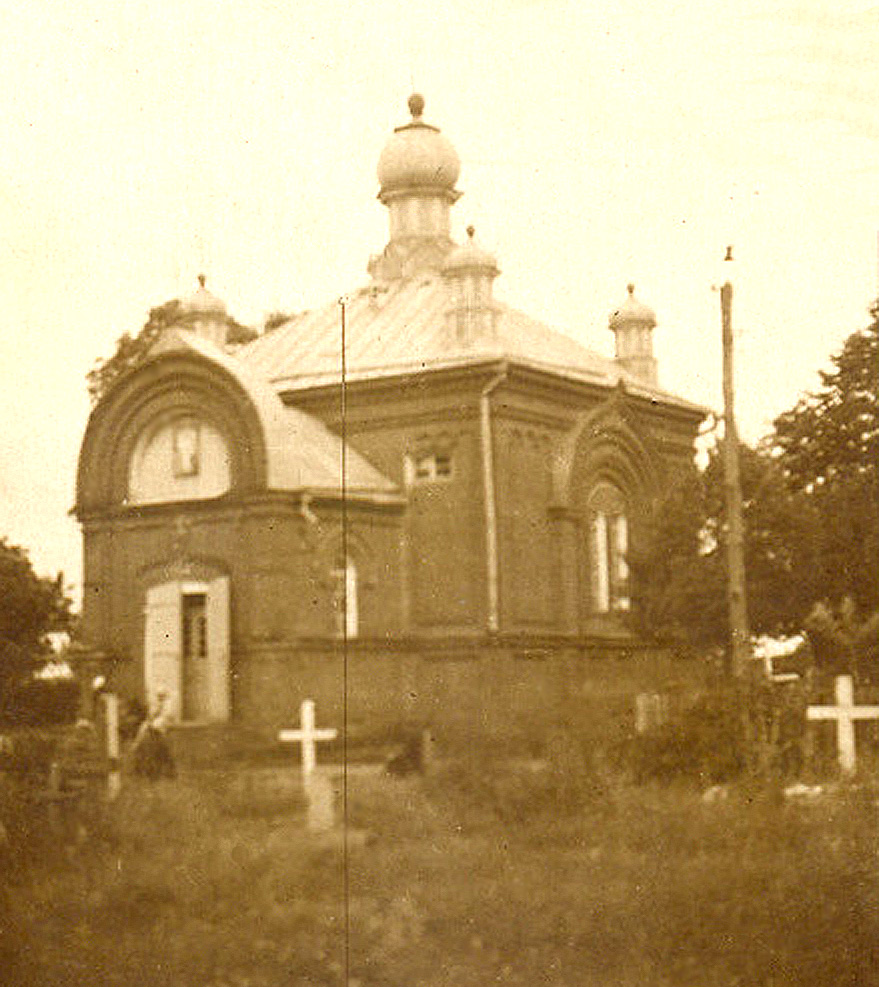
Свято-Введенська церква (зруйнована в роки війни)

- 1569 — після Люблінської унії Радивилів у складі Кременецького повіту Волинського воєводства відходить до Речі Посполитої, що й пояснює пізніше написання його назви (Радзивилів). Знахідки на території міста польських, чеських, німецьких монет XV—XVII століть підтверджують, що тут велася міжнародна торгівля.
- 1649–1651 — у роки Національно-визвольної війни українського народу під проводом Богдана Хмельницького в Радивилові побували загони селянсько-козацького війська; повстанський загін сформували й місцеві українці
- 1672 — містечко проїздом оглянув французький дипломат, німець з Фрисландії за походженням Ульріх фон Вердум. У своєму щоденнику він записав: «…Через рівнину, на якій розташовані Броди, а далі через пагорб і гарний ялиновий ліс до Радивилова одна миля. Це мале містечко також належить панові Конєцпольському. Розташоване в полі, оточене з усіх боків ялиновим лісом, на березі озера, утвореного малою річкою, яка тут протікає. У містечку є папський костьол і руська церква, але всього 50 чи 60 будинків. Але щоденно тут будуються за встановленою слободою… Укріплення складається із занедбаного земляного валу».
- 1775 — у Радивилові налічувалося 146 будинків (для порівняння: в Дубно — 1127, Острозі — 765, Рівному — 543)

- 1795 — Правобережна Україна приєднана до Росії; Радивилів опиняється при кордоні з Австро-Угорщиною і входить до Кременецького повіту Волинського намісництва, згодом — до Волинської губернії. У містечку з'являються прикордонні війська, починає діяти митниця. В уцілілих фрагментах другого тому «Мертвих душ» Миколи Гоголя записано: |  | «В то самое время, когда Чичиков в персидском новом халате из золотистой термаламы, развалясь на диване, торговался с заезжим контрабандистом-купцом жидовского происхождения и немецкого выговора, и перед ними уже лежали купленная штука первейшего голландского полотна на рубашки и две бумажные коробки с отличнейшим мылом первостатейнейшего свойства (это мыло было то именно, которое он некогда приобретал на радзивиловской таможне; оно имело, действительно, свойство сообщать непостижимую нежность и белизну щекам изумительную), в то время, когда он, как знаток, покупал эти необходимые для воспитанного человека продукты, раздался гром подъехавшей кареты, отозвавшийся легким дрожаньем комнатных окон и стен, и вошел его превосходительство Алексей Иванович Леницын» |
- XIX століття — поряд із сільським господарством розвивається промисловість; діє 8 мануфактур: шкіряна, 2 цегельні, З свічкові, вапняна і гнутих меблів. 3'являються пивоварня та швейні майстерні
- 1810 — через Радивилів пройшли в Росію колони моряків-середземноморців, виведених із бойових дій.
- 1826, 29 листопада — в Радивилові створена етапна інвалідна команда
- 1863 — в місті відбувається одна з сутичок Польського повстання[3]
- 1866 — Радивилів стає волосним центром
- 1870 — Радивилову присвоєно статус міста
- 1873 — побудована залізниця Здолбунів—Радивилів, яка невдовзі була з'єднана із залізничною мережею Австро-Угорщини, ще більше пожвавила життя містечка
- 1874 — освячено новозбудовану церкву святого Олександра Невського, яка діє й сьогодні
- 1910 — в Радивилові проживають 14,6 тис. осіб, налічувалося 845 будинків, 20 вулиць
- 1914–1919 — місто опиняється в зоні запеклих бойових дій. Воно потрапляє до рук австро-німецьких, російсько-більшовицьких, польських військ. У роки української революції чимало жителів підтримали УНР, влившись у ряди захисників незалежності України. На міському цвинтарі шанобливо доглядається братська могила полеглих патріотів.
- 7 (20) листопада 1917 року, відповідно до Третього Універсалу Української Центральної Ради, увійшло до складу Української Народної Республіки[4].
- 1920–1939 — Радивилів перебуває під владою Польщі; діють осередки різних українських політичних організацій (КПЗУ, ОУН, «Просвіта», «Пласт»)
- 17 вересня 1939 — місто, відійшовши до УРСР внаслідок окупації військами СРСР Західної України, стає райцентром
- 1940 — Радивилів перейменовано на Червоноармійськ
- 1941 — почато випуск районної газети, з 1967 — «Прапор перемоги»
- 30 червня 1941—19 березня 1944 — німецька окупація міста; значна кількість жителів міста і району вступає до Української Повстанської Армії, бореться проти гітлерівців, пізніше — проти сталіністів
- 1942 — німецькі окупанти стратили неподалік від Червоноармійська (хутір Пороховня) близько трьох тисяч євреїв, жителів міста.
- 1944 — у німецько-радянських боях за Червоноармійськ і район та при стримуванні німецьких контратак (а фронт зупинився біля міста майже на 4 місяці) з боку СРСР загинули понад 1600 вояків різних національностей. На міському меморіалі Слави поховані Герої Радянського Союзу Опанас Волковенко, Андрій Демьохін, Микола Маркелов та Павло Стрижак.
- друга половина XX століття — після війни місто відбудовується, розвивається. Його підприємства випускають меблі, швейні вироби, фурнітуру (для легкої промисловості), борошно, фруктові та овочеві консерви, радіоелектроніку.
- 1977 — місто починає забудовуватися 5-поверховими житловими будинками.
- 1990 — на екрани вийшов художній фільм «Мускал» режисера Ходжадурди Нарлієва, частково знятий у Червоноармійську (в ролях — Керім Аннанов, Анна Тихонова, Ораз Оразов, Олександр Новиков та ін.).
- 3 березня 1993 — Постановою Верховної Ради України № 3044-XII місто Червоноармійськ перейменовано на Радивилів, а Червоноармійський район — на Радивилівський район
- 2001 — за підсумками Всеукраїнського перепису населення в місті проживають 10 311 осіб.
- 2002 — завершено спорудження об'їзної автомагістралі біля міста на трасі Чоп—Київ.
- 2004 — вийшла книга «Радивилів. Краєзнавчі матеріали» Володимира Ящука (видавництво «Волинські обереги», Рівне).
- 2002–2005 — районом керував Сергій Шевченко[5], який багато зробив для поліпшення благоустрою Радивилова.
- 2007 — капітально, за європейськими стандартами, оновлено залізничну станцію Радивилів і вокзал — свого роду в'їзні ворота в місто.
- 2008, 13 березня  — перша згадка про Радивилів як суб'єкт великої української політики: в цей день на сесії Київради головний державний виконавець Головного управління юстиції столиці Сергій Крайчинський заявив, що Радивилівський райсуд відмінив рішення з'їзду БЮТ про дострокове позбавлення мандатів 15-и депутатів, котрі перейшли в іншу фракцію.
- 2014 — у зв'язку з відзначенням 450-річного ювілею від першої письмової згадки про Радивилів виконано великий обсяг робіт із благоустрою центральної частини міста і майдану Незалежності. Вийшла книга краєзнавчих матеріалів «Радивилів у перегуках віків» Володимира Ящука.
- 2016 — Радивилів став центром об'єднаної територіальної громади (вибори відбулися 27 березня).
- 2020 — доповнене видання книги «Радивилів у перегуках віків».
- 2020 — Радивилів перестав бути районним центром і увійшов до складу Дубенського району.
- 2021 — приватизовано найбільше промислове підприємство міста — комбінат хлібопродуктів.

## Населення

### Національний склад
Розподіл населення за національністю за даними перепису 2001 року:
| Національність  | Відсоток |
| --------------- | -------- |
| українці        | 97,75%   |
| росіяни         | 1,66%    |
| білоруси        | 0,19%    |
| інші/не вказали | 0,40%    |

### Мовний склад
Розподіл населення за рідною мовою за даними перепису 2001 року:
| Мова            | Чисельність, осіб | Доля   |
| --------------- | ----------------- | ------ |
| Українська      | 10 037            | 98,50% |
| Російська       | 134               | 1,31%  |
| Білоруська      | 9                 | 0,09%  |
| Румунська       | 5                 | 0,05%  |
| Польська        | 1                 | 0,01%  |
| Вірменська      | 1                 | 0,01%  |
| Інші/Не вказали | 3                 | 0,03%  |
| Разом           | 10 190            | 100%   |

## Інфраструктура

### Міський транспорт
Курсують міські мікроавтобуси за маршрутом «Район електромереж» — «Райз» (вулицями Почаївською, Кременецькою, Соборною), із заїздом на залізничну і автобусну станції, є таксі.

## Медіа
У Радивилові приймаються в ультракороткохвильовому діапазоні радіостанції: «FM Галичина» (107,5 МГц, з Бродів), «Українське радіо» (104,0 МГц — з Бродів і 107,9 МГц — з Кременця), «Respect» (89,6 МГц), нестабільно — «Радехів FM» (99,5 МГц). Від 2020 року в Радивилові і навколишніх селах можна чути «Радіо Перше» (на частоті 89,2 МГц) та «Броди FM» (88,8 МГц).
Випускаються газети: «Прапор перемоги» (з 1941 року, з перервами, передплатний тираж 1500—2000 примірників; з 2019 р. — «Наш Прапор Перемоги»), «Сурми Радзивілів».

## Культура

### Музеї
Радивилівський історичний музей. Адреса: вул. Кременецька, 24. Музей включений до Переліку музеїв. Тут зберігаються музейні колекції та музейні предмети, що є державною власністю і належать до державної частини Музейного фонду України.
Етнопарк «Ладомирія» — музей народної архітектури та побуту. На території музею розташовані відреставровані за автентичними технологіями дерев'яні селянські хати, старовинні ткацькі верстати і їхні нові копії, елементи національного вбрання та костюми різних регіонів Волині.

## Історичні пам'ятки

### Пам'ятки історії
| Назва                                                                                    | Розташування                                | Фото | Короткі відомості |
| Братська могила учасників Польського повстання 1863 року                                 | півд.-сх. частина на центральному кладовищі |      | Братська могила польських воїнів Пам'ятка місцевого значення під охоронним № 56-258-0037                                                                           |
| Могили князя Вадбольського, генералів та чиновників другої половини ХІХ — початку ХХ ст. | на центральному кладовищі                   |      | Князь Петро Олексійович Вадбольський був начальником Радзивилівського митного округу. Завдяки його сприянню у містечку була добудована церква Олександра Невського |
| Братська могила борців за незалежність України, які загинули в 1918 році                 | на центральному кладовищі                   |      | |
| Каплиця св. Марії Магдалини                                                              | вул. Почаївська                             |      | Збудована 1715 року. Зруйнована радянською владою. Відновлена 1991 року                                                                                            |

### Пам'ятки архітектури місцевого значення
| Назва                                                                       | Розташування                    | Фото | Короткі відомості |
| Церква Олександра Невського                                                 | вул. Олександра Невського       |      | Побудована у 1824 - 1874 роках (Українська Православна Церква) |
| Ансамбль костелу імені Семи Ран Пресвятої Богородиці Діви Марії з плебанією | вул. Почаївська, 22             |      | Перебудована з дерев'яної в 1930-і роки. Сьогодні — православна церква Вознесіння Господнього (Православна Церква України). Під час боїв Другої світової з костелу було збито верхню частину. Після війни радянська влада споруду використовувала як господарську. Тут тривалий час були будинок культури, дитячо-юнацька спортивна школа. В кінці ХХ ст. приміщення як пам’ятка архітектури взято під охорону держави. |
| Каплиця св. Павла Фівейського                                               | на центральному кладовищі       |      | Церква святого Павла Фівейського, збудована 1856 року на кошти вдови таємного радника Євдокії Каверіної. У 1869 році церква, після пошкодження пожежею, була відремонтована і добудована двома боковими вівтарями. Після доволі тривалого занедбання, частково відновлено й перетворено на каплицю. |
| Торговий комплекс «Галичина»                                                | вул. Почаївська, 34             |      | |
| Колишня синагога                                                            | вул. Почаївська, 46             |      | До І світової війни тут стояла дерев’яна синагога, яка під час бойових дій була зруйнована. Наприкінці 20-х років XX століття єврейська громада спорудила нову синагогу. Під час Другої світової війни споруда була знищена. У 50-их роках на старому фундаменті було споруджено міський кінотеатр імені П. Г. Стрижака. У лютому 2002 року на фасаді будинку поміщено меморіальну дошку в пам’ять розстріляних більше 3 тис. радивилівських євреїв під час ІІ світової війни. Пам’ятна дошка жертвам фашистського нацизму пам'ятка місцевого значення під охоронним № 56-258-0061 |
| Житловий будинок                                                            | вул. Кременецька, 51            |      | |
| Колишня народна школа                                                       | вул. Олександра Невського, 88   |      | Сьогодні одне з приміщень дитячого садка |
| Пожежна частина                                                             | вул. Олександра Невського, 45   |      | |
| Залізничний вокзал                                                          | вул. 24 Серпня, вул. Залізнична |      | Побудований у 1948 р. і реконструйований у 2007 р. |

### Меморіали, пам'ятники, пам'ятні знаки
| Назва                                                            | Розташування                                                           | Фото | Короткі відомості |
| Пам'ятник Тарасові Шевченку                                      | вул. Кременецька                                                       |      | До 150-ліття від дня народження Т.Шевченка в 1964 році погруддя з постаментом встановили біля районного будинку культури. Пам'ятка місцевого значення під охоронним № 56-258-0083                    |
| Пам'ятник героям УПА і жертвам політичних репресій               | вул. Почаївська                                                        |      | Був споруджений у 1992 році на честь 50-ліття утворення УПА. На цьому місці після війни було закладено сквер Героїв.                                                                                 |
| Пам'ятник полеглим учасникам АТО                                 | Алея Слави в парку імені Т. Г. Шевченка                                |      | |
| Пам'ятник воїнам-«афганцям»                                      | Алея Слави в парку імені Т. Г. Шевченка                                |      | Миколі Мужилку і Володимиру Стеценку, які загинули в афганській війні. Споруджено у 1988 році |
| Пам'ятник учасникам ліквідації Чорнобильської катастрофи         | Алея Слави в парку імені Т. Г. Шевченка                                |      | |
| Пам’ятний знак учасникам ліквідації аварії на Чорнобильській АЕС | на території пожежної частини СДПЧ-19                                  |      | |
| Пам'ятник жертвам Голодомору 1932—1933 років в Україні           | при розгалуженні вулиць Почаївської і Садової                          |      | Місце було обрано біля залізничного вокзалу символічно: саме тут після війни у 1946—1947 роках збиралися ті, хто шукав захисту від голоду у західних областях України, приїжджаючи поїздом із сходу. |
| Пам'ятний знак Героям Небесної Сотні                             | вул. М. Четвертного (біля площі Незалежності)                          |      | В пам’ять про загиблих на київському майдан влітку 2014 року біля Майдану Незалежності в центрі села, встановлено пам’ятний знак і меморіальну таблицю із світлинами героїв Небесної сотні.          |
| Меморіал на місці знищення єврейського населення                 | у лісі неподалік Радивилова, між селом Лев'ятином і хутором Пороховнею |      | На місці знищення німецькими окупантами близько 3 тис. місцевих євреїв у 1942 році |

#### Радянські пропагандистські пам'ятники що символізують та пропагують комуністичний тоталітарний режим на території України
| Назва                                                                                      | Розташування                                  | Фото | Короткі відомості |
| Пам'ятник радянським працівникам (демонтований)                                            | вул. Кременецька                              |      | Пам'ятник робітнику, селянці та інтелігенту. Символізує та пропагує комуністичний тоталітарний режим на території України. Демонтований у 2024 році |
| Скульптура — два радянські військові в атаці: один з автоматом, другий замахнувся гранатою | вул. О Невського                              |      | Пам'ятник радянським окупаційним військовим, символізує та пропагує комуністичний тоталітарний режим на території України. Демонтований у 2025 році. |
| Радянський військовий, який тримає за руку дівчинку                                        | парк імені Т. Г. Шевченка                     |      | Пам'ятник радянським окупаційним військам, символізує та пропагує комуністичний тоталітарний режим на території України. Споруджено у 1960-х роках. Демонтований у 2025 році. |
| Пам'ятний знак, присвячений радянським військовим 13-ї армії генерала М. П. Пухова         | санаторно-оздоровчий комплекс «Веселка»       |      | Пам'ятник радянським окупаційним військам, символізує та пропагує комуністичний тоталітарний режим на території України |
| Пам'ятник радянському військовому Павлові Стрижаку                                         | на території радивилівського ліцею №2         |      | Пам'ятник символізує та пропагує комуністичний тоталітарний режим на території України Радянський військовик часів Другої світової війни, командир батареї 313-го гвардійського артилерійського полку 121-ї гвардійської стрілецької дивізії, гвардії капітан. Герой Радянського Союзу (1944)                |
| Меморіал слави радянським окупаційним військам                                             | парк Меморіал радянським окупаційним військам |      | Пам'ятник радянським окупаційним військам, символізує та пропагує комуністичний тоталітарний режим на території України Тут поховані близько 2000 загиблих радянських окупантів (1944). Тут же могили чотирьох Героїв Радянського Союзу (Павло Стрижак, Опанас Волковенко, Микола Маркелов, Андрій Демьохін) |
| Пам’ятник на братській могилі радянських окупаціний військових                             | парк Меморіал радянським окупаційним військам |      | Пам'ятник «радянським визволителям» символізує та пропагує комуністичний тоталітарний режим на території України |
| Володимиру Леніну (демонтований)                                                           |                                               |      | Простояв до початку 1990-х років та за часів незалежної України був демонтований |

## Районна лікарня
Детальніше про центральну лікарню. [Архівовано 18 липня 2018 у Wayback Machine.]

## Відомі люди

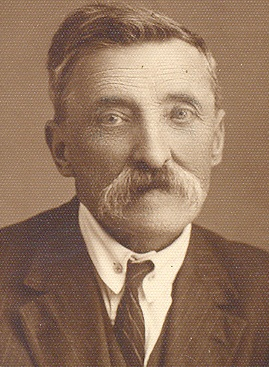
М. Левицький

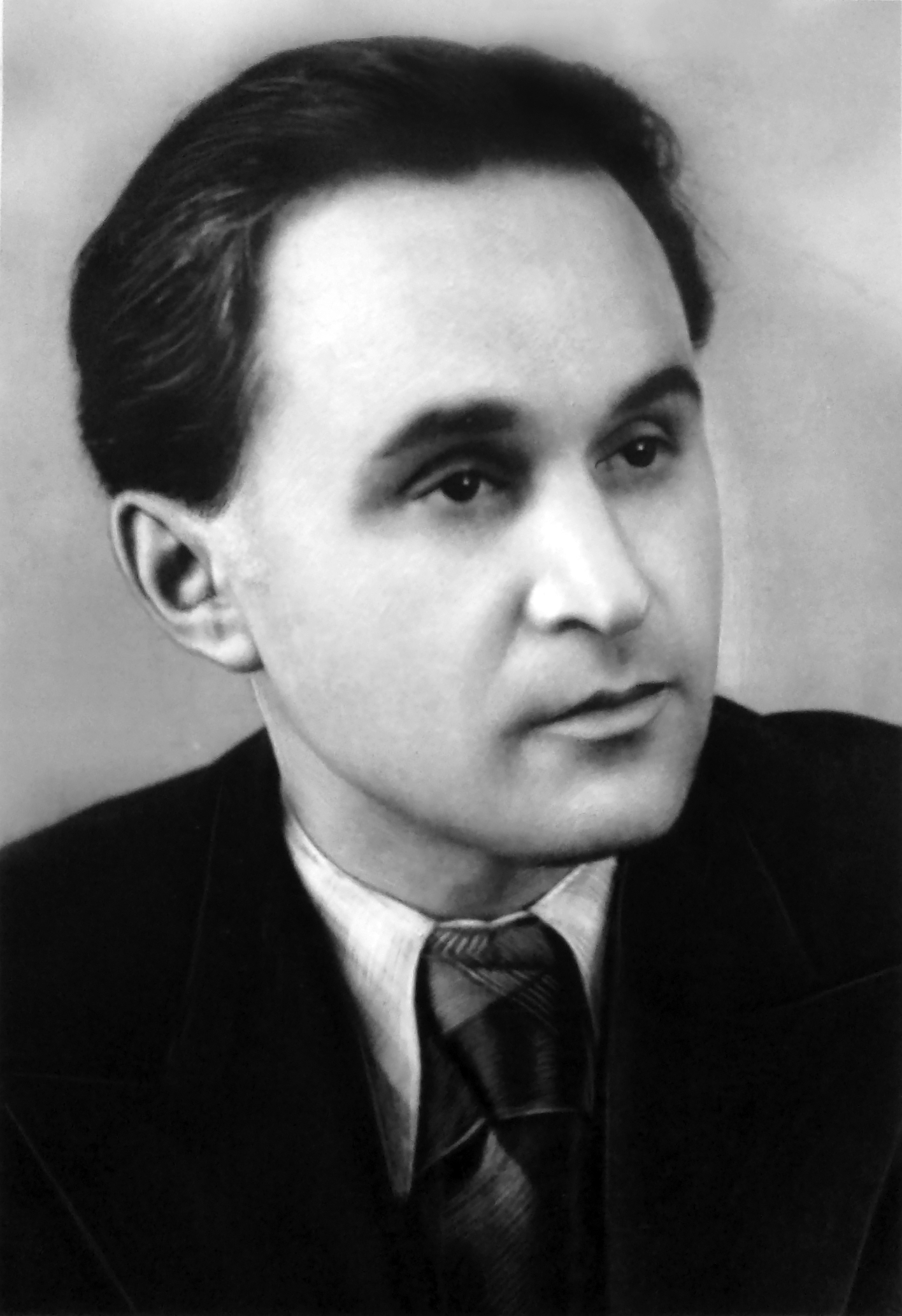
Г. Жуковський

Ю. Киричук

У Радивилові починали свою творчу біографію професор-математик Георгій Шинкаренко, співачка Ольга Цибульська, артисти Тарас Мельничук, Мальвіна Салійчук , художник Ростислав Воронко, журналісти Костянтин Андріюк і Олександр Курсик та інші досить відомі люди. У місті жила поетеса Тетяна Блищик (1986—2014). Директор приватного підприємства Микола Михайловський випустив книги «Хохляцький апокаліпсис» (1998) (книжка мала певний резонанс у Радивилові); «Мертві душі» (1999).

### Народилися
- Боднарський Богдан Степанович (1874–1968) — бібліограф
- Гільбоа Амір (1917-1984) — ізраїльський єврейський поет і перекладач.
- Гінсбург Мойсей Якимович (1851–1936) — комерсант і меценат.
- Гірс Микола Карлович (1820–1895) — міністр закордонних справ Росії, дипломат
- Жуковський Герман Леонтійович (1913–1976) — композитор
- Захарчук Святослав Косьмич (1890 — ?) — полковник Армії УНР командир 1-го Запорізького полку[17].
- Кац Семен Абрамович (05.11.1907 — 07.02.1983, м. Чернівці) — професор медицини.
- Киричук Юрій Анатолійович (1956–2002) — історик.
- Кушнір Антон Сергійович (нар. 1984) — спортсмен, фристайліст, олімпійський чемпіон 2014 року.
- Морачинський Ян (1807–1870) — художник[18].
- Сороко Юрій (1912–1968) — громадський діяч, лікар.
- Столль Вільгельм Германович[ru] (10.02.1843 — 1924) — промисловець, підприємець-новатор, меценат, спортсмен.
- Сундукова (Старинчук) Неоніла Степанівна (нар. 1930) — мистецтвознавець[19]
- Тимченко Анатолій Анастасійович (1940 - 2020) — доктор технічних наук, професор [20]
- Шемуровський Владислав Віталійович (1993—2016) — воїн УДА, учасник російсько-української війни[21]

### Перебували
Письменники
- Леся Українка (у 1891, 1893, 1895)
- Самчук Улас Олексійович (у 1941, 1943)
- Сковорода Григорій Савич (у 1745, 1750)
- Франко Іван Якович (у 1891, 1909)
- Шморгун Євген Іванович (у 1990–2010-і)
- Бабель Ісак Еммануїлович (1920)
- Оноре де Бальзак (у 1847—1850),
- Глінка Федір Миколайович (у 1805—1806)
- Дем'янчук Григорій Семенович (у 1980-ті)
- Красюк Петро Харитонович (у 1980-ті)
- Козланюк Петро Степанович (у 1930-ті)
- Левицький Модест Пилипович (у 1910-ті)
- Солоневський Ростислав Тимофійович (у 1990-ті)
- Чубай Григорій Петрович (у 1970 - 80-і)
- Цимбалюк Євген Павлович (2000-і роки)
- Пшеничний Микола Іванович (2000-і роки)

Композитори
- Ліст Ференц (1847, після концертів у Кременці)

Військові та політичні діячі
- Бульба-Боровець Тарас (у 1941)
- Петлюра Симон Васильович (у 1920)
- Тарнавський Мирон (у 1914)
- Чорновіл В'ячеслав (у 1990-ті)
- Червоній Василь (у 1990-ті)
- Голенищев-Кутузов Михайло Іларіонович (у 1805–1806)
- Похільченко Микола Степанович (1936–1992) — громадський діяч, керівник району
- Чобіт Дмитро Васильович (нар. 1952) — політик, історик і краєзнавець

Церковні діячі
- Степан Ярмусь
- Патріарх Філарет
- митрополит Іоанн (в миру Іван Теодорович)

Дослідники
- Луїза Арнер Бойд
- Свєшніков Ігор Кирилович (1915–1995) — доктор історичних наук, археолог, дослідник Берестецької битви 1651 року

Відомі радивилівці

І. Дурда

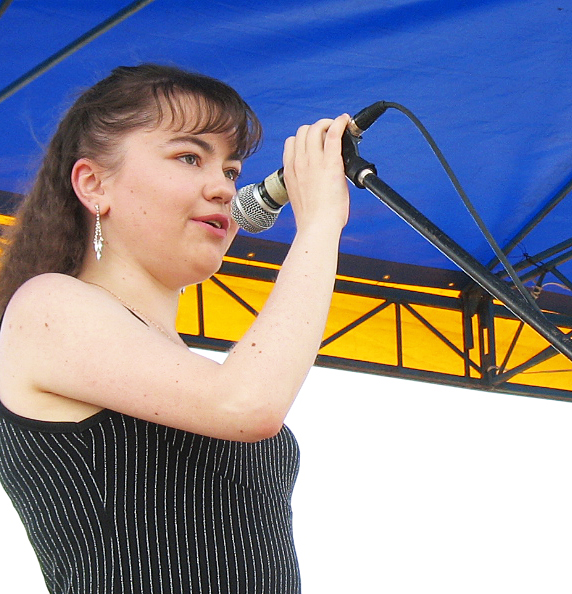
Т. Блищик

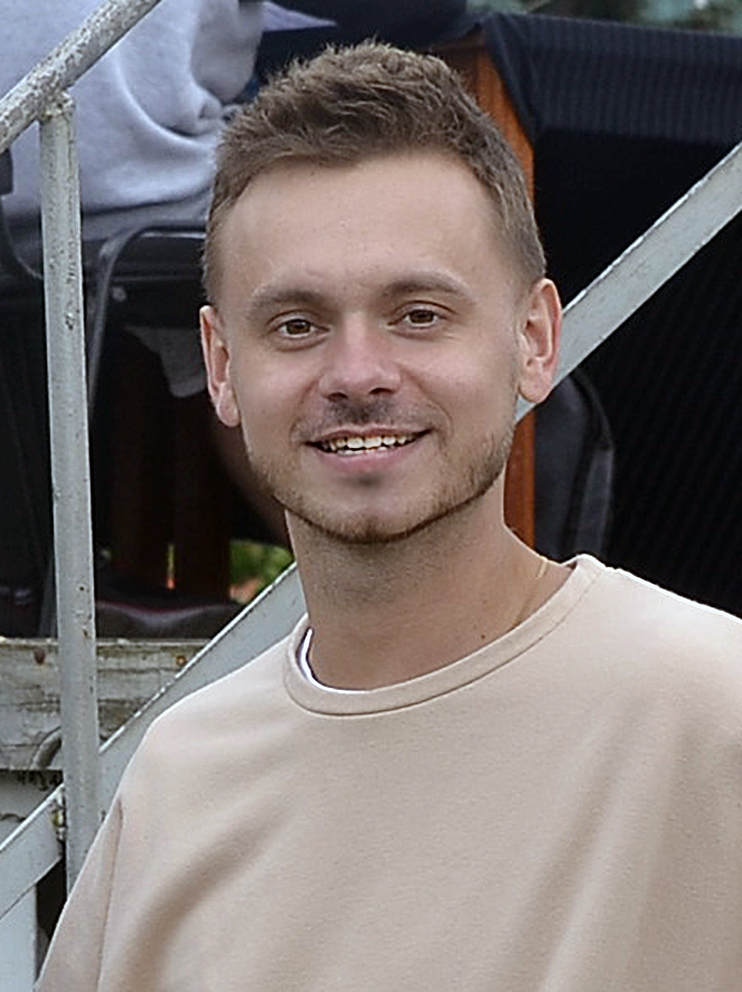
Т. Мельничук

- Блищик Тетяна Вікторівна — поетеса
- Боровик Север'ян Григорович — травознавець
- Бортник Федір Каленикович — краєзнавець
- Будько Максим Юхимович (1932 - 2018) — педагог, краєзнавець
- Гнатюк Галина Олександрівна — поетеса
- Грицайчук Василь Миколайович — фотохудожник
- Гудима Євген Петрович (1941 - 2018) — педагог, поет
- Дурда Іван Йосипович — кандидат медичних наук
- Мельничук Тарас Русланович — артист театру і кіно
- Підпалюк Юрій Ігорович — спортсмен
- Цибульська Ольга Павлівна — співачка
- Шліхта Валентин Михайлович (1962 - 2021) — керівник Держагентства водних ресурсів України
- Ящук Володимир Іванович — краєзнавець, літератор

### Поховані учасники АТО
- Бєлкін Андрій Володимирович[22]
- Черняк Ігор Васильович
- Шемуровський Владислав Віталійович[23]

### Дідичі
- Адам Каєтан Мьончиньський — дідич Радивилова, Мирополя, Тайкурів[24]

## Галерея зображень

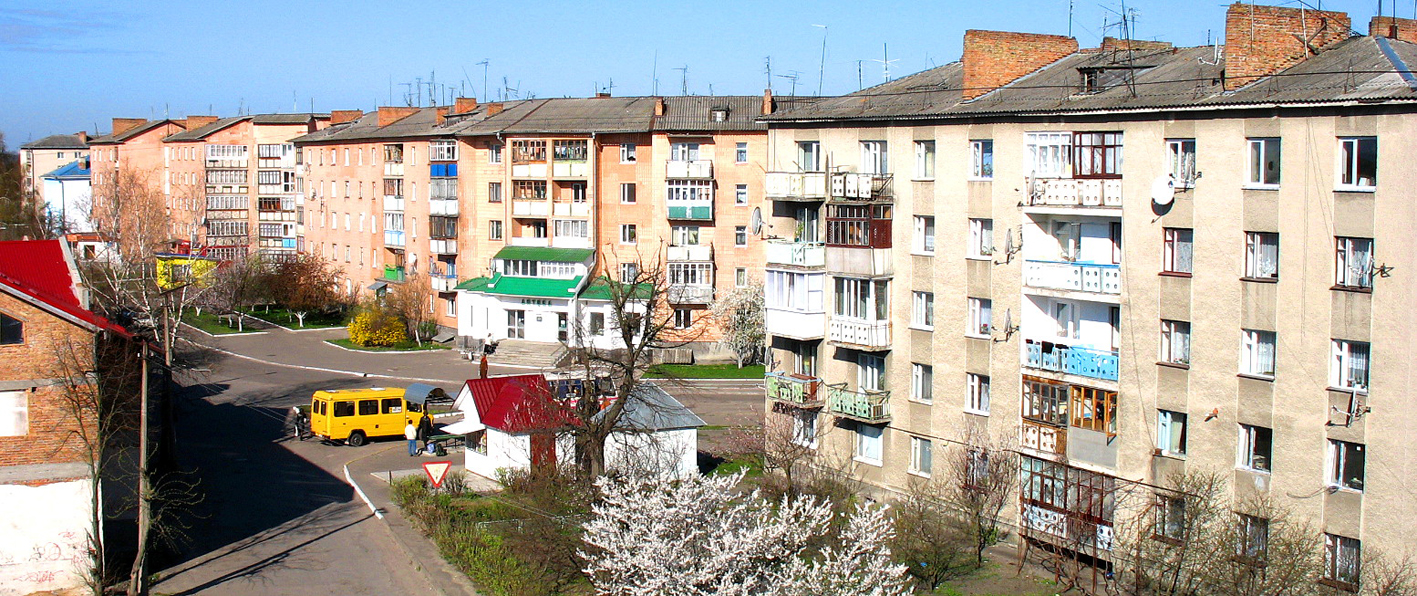
Церква Різдва Пресвятої Богородиці
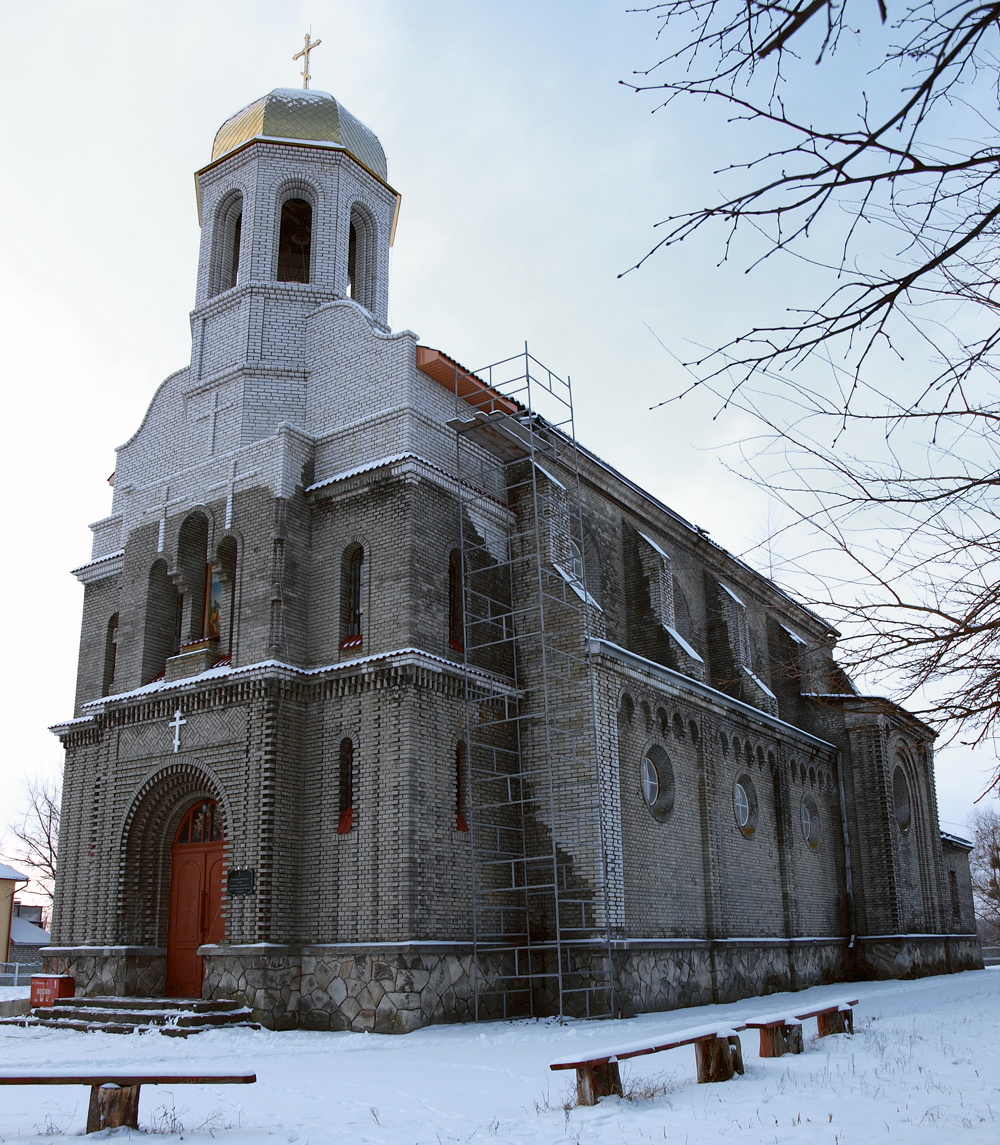
Свято-Вознесенська церква
Церква св. Олександра Невського